# Murray Perahia
Murray Perahia KBE (New York, 19 april 1947), is een Amerikaans concertpianist. Hij is ook een zeer gerespecteerd dirigent. Zijn opnames worden gekarakteriseerd door een constante techniek, interpretatie en geluidskwaliteit van zeer hoog niveau en grote aandacht voor dynamiek en stilistische details.

## Carrière

### Begin
Perahia werd geboren in 1947 in New York; hij begon piano te spelen op zijn vierde jaar, maar pas op zijn vijftiende begon hij serieus te oefenen. Twee jaar later ging hij naar het Mannes College, waar hij compositie, dirigeren en klavier studeerde bij zijn mentor Mieczyslaw Horszowski. Ook ging hij naar Marlboro, waar hij werkte met Rudolf Serkin en Pablo Casals.
In 1972 won hij de vierde Leeds International Piano Competition, waarmee hij bijdroeg aan de reputatie van dit festival om de carrière van jonge pianisten vooruit te helpen.
Dr. Fanny Waterman herinnert zich (in Wendy Thompsons boek Piano Competition: The Story of the Leeds) nog dat Horszowski haar tevoren had gebeld om te vertellen dat Perahia de wedstrijd zou winnen. Het schijnt zelfs dat andere Amerikaanse deelnemers hun inschrijving introkken toen ze hoorden dat Perahia zou deelnemen.
In 1973 werkte hij met Benjamin Britten en Peter Pears op het Aldeburgh Festival. Hij was een van de artistieke directeuren van het festival van 1981 tot 1989.
Perahia onderhield een nauwe relatie met de veel oudere Vladimir Horowitz, die een beslissende invloed had op zijn pianospel.
Zijn eerste grote project waren de opnames van de complete pianoconcerten van Mozart, waarbij hijzelf vanachter de vleugel het English Chamber Orchestra dirigeerde. In de jaren tachtig nam hij ook alle pianoconcerten van Beethoven op, met Bernard Haitink en het Koninklijk Concertgebouworkest.

### Blessure en latere carrière
In 1990 sneed Perahia zich in zijn rechterduim, die ontstoken raakte. Hij nam antibiotica om te genezen, maar die tastten zijn algehele gezondheid aan. In 1992 werd zijn carrière bedreigd door een afwijking van de beentjes in zijn hand, die een ontsteking veroorzaakte die ervoor zorgde dat hij verscheidene jaren van het toetsenbord vandaan moest blijven, en die tevens een aantal chirugische ingrepen noodzakelijk maakte. In die tijd zou hij veel naar de muziek van Johann Sebastian Bach geluisterd hebben. Nadat hij genezen werd verklaard volgde aan het eind van de jaren negentig een serie van opnames van de klavierwerken van Bach, met als hoeksteen een opmerkelijke opname van de Goldbergvariaties. Hij wordt nu beschouwd als een van de specialisten op dit gebied.
Sindsdien heeft hij opnames gemaakt van de etudes van Frédéric Chopin en de pianosonates van Franz Schubert.

Naast zijn solocarrière is Perahia actief in de kamermuziek en treedt regelmatig op met het Guarneri en het Budapest Quartet. Hij is ook de eerste gastdirigent van het Academy of St. Martin in the Fields orkest, waarmee hij zowel optreedt als opnamen maakt.
Op 8 maart 2004 benoemde Koningin Elizabeth II hem tot Ridder Commandeur in de Orde van het Britse Rijk.
In het begin van 2005 kreeg Perahia opnieuw last van zijn hand, die hem op doktersadvies ertoe noodzaakte zich van het concertpodium terug te trekken. Hij moest zijn concerten in het London Barbican en een tournee door de Verenigde Staten afzeggen, maar in 2006 is hij in vorm teruggekeerd met recitals in een aantal Duitse steden en ten slotte toch in het Barbican in april 2007. In het najaar van 2007 maakte hij ook alsnog de tournee door de VS en gaf hij masterclasses in Salt Lake City.

## Prijzen en erkenningen
Seventh International Schumann Festival
- 2000 Robert Schumann Society Claudio Arrau Memorial Medal

Grammy Award voor de beste Kamermuziekuitvoering
- 1989 Béla Bartók: Sonate voor twee piano’s & slagwerk

Grammy Award voor de best instrumentale solistische uitvoering (zonder orkest)
- 2003 Frédéric Chopin: Études, op. 10, op. 25
- 1999 Johann Sebastian Bach: Engelse suites nr. 1, nr. 3 & nr.. 6

Wolfprijs
- 2015: voor muziek (met Jessye Norman)

## Discografie

### Dejaren tachtig
- Schubert: Wanderer Fantasie; Schumann: fantasie in C majeur (1986)
- Mozart, Beethoven: Kwintetten voor piano en houtblazers (1986)
- Mozart: Sonata (K. 448); Schubert: Pianosonate voor vier handen (1986) - met Radu Lupu
- Beethoven: Pianoconcerten nrs. 3 en 4 (1986)
- Brahms: Pianokwartet (1987)
- Beethoven: Pianosonates nrs. 17, 18 & 26 (1987)
- Beethoven: Pianoconcert nr. 5 (1987)
- Een Portret van Murray Perahia (1987)
- Mendelssohn: Pianoconcerten nrs. 1 and 2 (cd 1987, opgenomen in 1974 en oorspronkelijk uitgegeven op lp) - met Neville Marriner en de Academy of St. Martin in the Fields
- Mozart: Pianoconcerten nrs. 11, 12 & 14 (1987)
- Mozart: Pianoconcerten nrs. 22 and 24 (1987)
- Chopin: Pianoconcert nr. 1, Barcarolle, etc. (1987)
- Beethoven: Pianoconcerten nrs. 1 and 2 (1987)
- Mozart: Pianoconcerten nrs. 9 and 21 (1987)
- Schumann: symphonische études, posthume études, Papillons; Chopin: Pianosonates nrs. 2 & 3 (1988)
- Schumann: Davidsbündlertänze; Fantasiestücke (1988)
- Beethoven: De vijf pianoconcerten (1988) - met Bernard Haitink en het Koninklijk Concertgebouworkest
- Schumann: Pianosonate, (op. 22), Schubert: Pianosonate (D. 959) (1988)
- Bartók: Sonate voor 2 piano’s en slagwerk; Brahms: Variaties op een thema van Haydn (1988)
- Schumann, Grieg: Pianoconcerten (1989)

### Dejaren negentig
- Chopin: Pianoconcerten nrs. 1 & 2 (1990)
- Murray Perahia in Performance (1991)
- Murray Perahia speelt Franck & Liszt (1991)
- Brahms: Sonate nr. 3, Rapsodieën, etc. (1991)
- Mozart: Concerten voor 2 en 3 piano’s, Andante en variaties voor piano vierhandig (1991) - met Radu Lupu
- Mozart: Pianoconcerten nrs. 21 & 27 (1991)
- The Aldeburgh Recital (1991)
- Mozart: Pianosonates (K. 310, 333, & 533) (1992)
- Bach: Klavecimbelconcerten (1993)
- Immortal Beloved" (soundtrack) (1994)
- Greatest Hits: Grieg (1994)
- Chopin: Ballades, walsen, mazurka's, etc. (1995)
- Beethoven: Pianosonates (op. 2, nrs. 1-3) (1995)
- Murray Perahia: 25th Anniversary Edition (1997)
- Schumann: Kreisleriana, Pianosonate nr. 1 (1997)
- Schumann: Complete werken voor piano en orkest (1997) - met Claudio Abbado en het Berliner Philharmoniker
- Murray Perahia speelt Handel en Scarlatti (1997)
- Bach: Engelse suites nrs. 1, 3 & 6 (1998)
- Liederen zonder woorden: Bach/Busoni, Mendelssohn en Schubert - Liszt (1999)
- Mozart: Pianoconcerten nrs. 20 & 27 (1999)
- Glenn Gould at the Movies (1999)
- Bach: Engelse suites nrs. 2, 4 & 5 (1999)

### Vanaf 2000
- Bach: Goldberg Variaties (2000)
- Chopin: Etudes (2001)
- Bach: Klavierconcerten volume 1, nrs. 1, 2 & 4 (2001)
- Bach: Klavierconcerten nrs. 3, 5, 6, 7 (2002)
- Schubert: Late pianosonates (2003)
- Murray Perahia speelt Bach (2003)
- Beethoven: Strijkkwartet, op. 127; Pianosonate, op. 101 (2004) - met de Academy of St. Martins in the Fields; het strijkkwartet in een eigen transcriptie voor strijkorkest, door Perahia gedirigeerd)

## Video
- Murray Perahia in Performance (1992)
- Mozart: Pianoconcerten nrs. 21 & 27 (1992)
- Schubert: Winterreise (met Dietrich Fischer-Dieskau)
- Beethoven: pianoconcerten nrs. 1 & 3 (1988)
- Beethoven: pianoconcerten nrs. 2 & 4 (1988)
- Beethoven: pianoconcert nr. 5 (1988)